# إليوشن
شركة المساهمة المفتوحة إليوشن آيفياشين كومبلاكس (بالإنجليزية: Ilyushin Aviation Complex) والتي تعمل باسم «إليوشين» (بالإنجليزية: Ilyushin) (الروسية: Илью́шин) أو باسم «إليوشن ديزاين بيرو» (بالإنجليزية: Ilyushin Design Bureau)، هي شركة سوفييتية سابقة وهي الآن شركة روسية لتصنيع الطائرات ومكتب تصميم، أسسها سيري فلاديميروفيتش إليوشن في عام 1933. تحدد التسمية السوفيتية/الروسية الطائرات من إليوشن بالسابقة "Il-" (الروسية: Ил-). يقع مكتب إليوشن الرئيسي في منطقة المطار، أوكروج الشمالية الإدارية، موسكو.

## التاريخ
تأسست إليوشن في عهد الاتحاد السوفيتي. بدأت عملياتها في 13 يناير 1933، بأمر من بي. آي. بارانوف، مفوض الشعب للصناعات الثقيلة ورئيس الإدارة الرئيسية لصناعة الطيران.
في عام 2006، دمجت الحكومة الروسية إليوشن مع ميكويان وإيركوت وسوخوي وتوبوليف وياكوفليف في إطار شركة جديدة اسمها شركة الطائرات المتحدة.
في يوليو 2014، أُعلن عن دمج إليوشن ومياسيتشيف لتشكيل وحدة أعمال شركة الطيران المتحدة، تعرف وحدة الأعمال باسم «طائرات النقل».

## الشركات التابعة والأقسام
شركة «صناعات الطيران إليوشن» هي شركة تابعة تأسست في عام 1992 لتكون ذراع التسويق وخدمة العملاء في إليوشن.
«شركة إليوشين للتمويل» هي شركة فرعية متخصصة في التأجير والتمويل تقدم خدمات مالية لشركة إليوشين وكذلك الشركات المصنعة الأخرى.

## أهم المنتجات
- إليوشن إل-1
- إليوشن إل-2
- إليوشن دي بي-3
- إليوشن إل-4
- إليوشن إل-6
- إليوشن إل-10
- إليوشن إي أل-12
- إليوشن إي أل-14
- إليوشن إل-18
- إليوشن إل-20
- إليوشن أل-21
- إليوشن إل-22
- إليوشن إي أل-28
- إليوشن إل-30
- إليوشن إل-32
- إليوشن إل-38
- إليوشن إل-40
- إليوشن إل-46
- إليوشن إل-54
- إليوشن إل-62
- إليوشن إي أل-76
- إليوشن إي أل-78
- إليوشن إل-80
- إليوشن إي أل-86
- إليوشن إي أل-96
- إليوشن إل 102
- إليوشن إل-103
- إليوشن إي أل-112
- إليوشن إي أل-114
- إليوشن إل-214

## صور
|  |  |  |
|  |  |  |